# Cugino del re

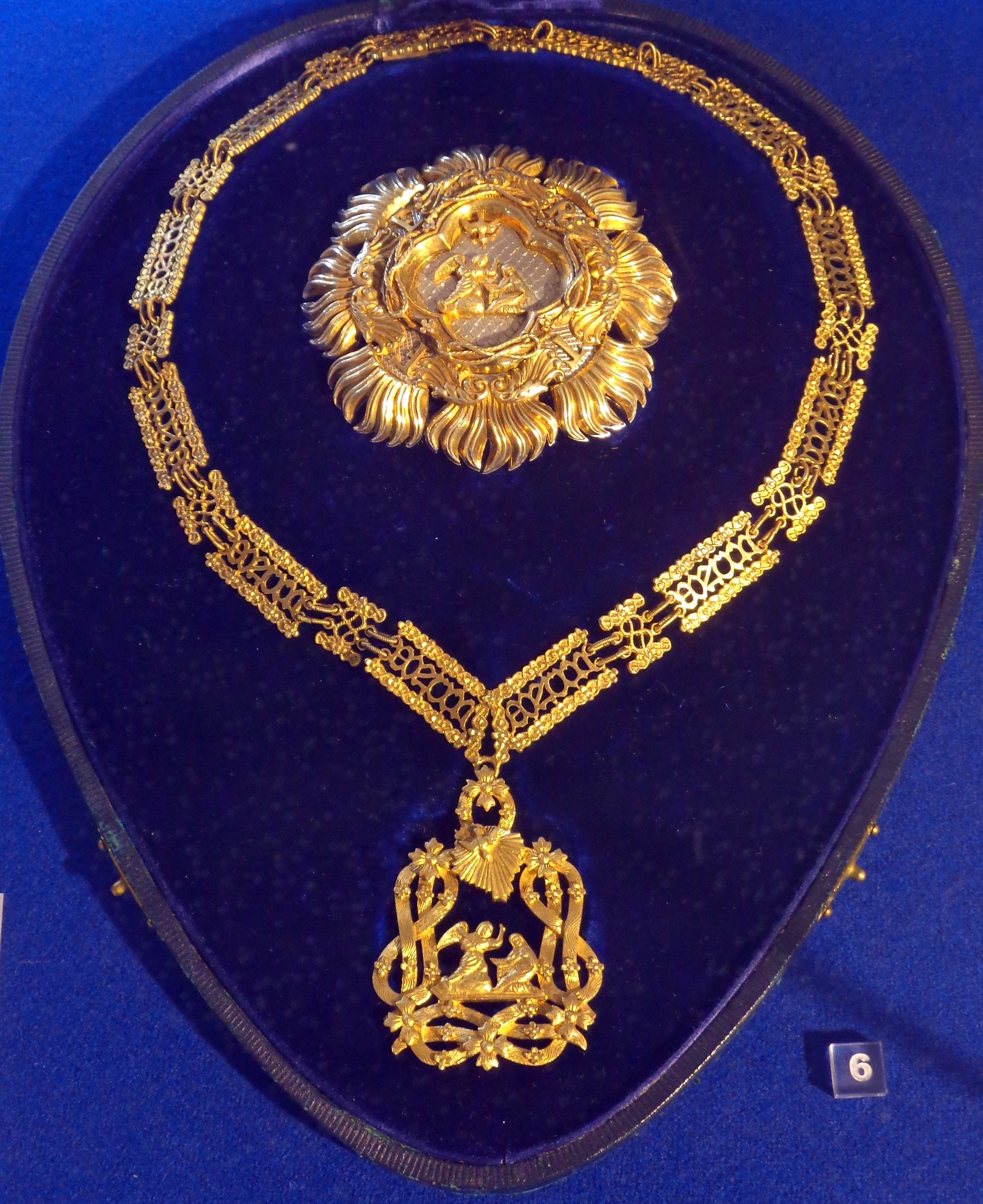
Collare e placca per gli insigniti dell'Ordine supremo della Santissima Annunziata

L'appellativo di «cugino del re» (ufficialmente cugino del sovrano) fu una dignità onorifica spettante agli insigniti dell'Ordine supremo della Santissima Annunziata, il più importante tra quelli di collazione della monarchia sabauda e del Regno d'Italia, che dava loro il diritto di «dare del tu», chiedere udienza al sovrano, fregiarsi del titolo di «eccellenza» e la precedenza tra le varie cariche a corte e nelle funzioni pubbliche ma dopo i cardinali di Santa Romana Chiesa. 
Negli statuti infatti si stabiliva che tutti i cavalieri di tale Ordine fossero equiparati a parenti stretti del sovrano cui egli si rivolgeva, sulla documentazione cartacea, chiamandoli "carissimi cugini". Nel 1869 Vittorio Emanuele II stabilì che l'investitura all'ordine potesse avvenire anche senza origini nobili, purché per altissimi meriti resi allo Stato o alla corona.
Similmente a Casa Savoia, il medesimo titolo era conferito anche in altre nazioni quali Francia, Spagna e Austria-Ungheria.